# 秦堈
秦堈（1587年—1648年），字器新，號俨海，又號任城，直隸常州府無錫縣人，明朝、南明政治人物。

## 生平
秦堈是萬曆四十三年（1615年）應天鄉試舉人，天啟二年（1622年）成進士，刑部觀政，本年獲授澤州知州，次年因父喪歸鄉未赴任；天啓六年（1626年）補任福寧知州，解決人民賦稅問題，又以勸告代替恐嚇處理案件。崇祯三年（1630年）他入朝擔任戶部山西司員外郎，管理京城糧廳；宦官張彝憲巡視戶工二部，金鉉抗疏彈劾馮元颺，他和何楷慷慨支持，忤逆張彝憲而辭官。弘光年間他得起用為郎中，和葛遇朝、張弘弼、吳國斗、雍鳴鸞、趙明遠、許承欽、任弘震、區志遠、夏時泰、曹璣、陸禹思、張大章、何應璜、方岳朝、周憲申、蔡元宸、陳宗大、趙翼心、盛黃、周伯瑞、張永禧、劉世斗、侯鼎鉉、傅如湯、張鼎隅、趙悅心、王泰際、章甫、徐懋賢、倪元善一同共事，張有譽上疏讓他改任通政，但未通報南京已經失陷，最後到東皋居住終老。

## 家族
曾祖秦翰，封参议。祖父秦楶，蘭陽二尹。父秦畏，儒官。